# Gath Hepher
Gath Hepher fou una ciutat de Galilea en territori de la tribu de Zabuló, que és el lloc on va néixer el profeta Jonàs. El seu nom significa "premsa de vi al turó".
Sant Jeroni la situa a uns 3 km de Sepphoris, a la via cap al llac Tiberíades i parla de la tomba de Jonàs. Benjamí de Tudela la va visitar al segle xii i diu que encara va veure la tomba del profeta. Aquesta tomba (Neby Yunas) l'ensenyen encara a un llogaret anomenat Al-Meshhad, just a 3 km a l'est de l'antiga Sepphoris (Sefurieh).